# Aukštieji Paneriai

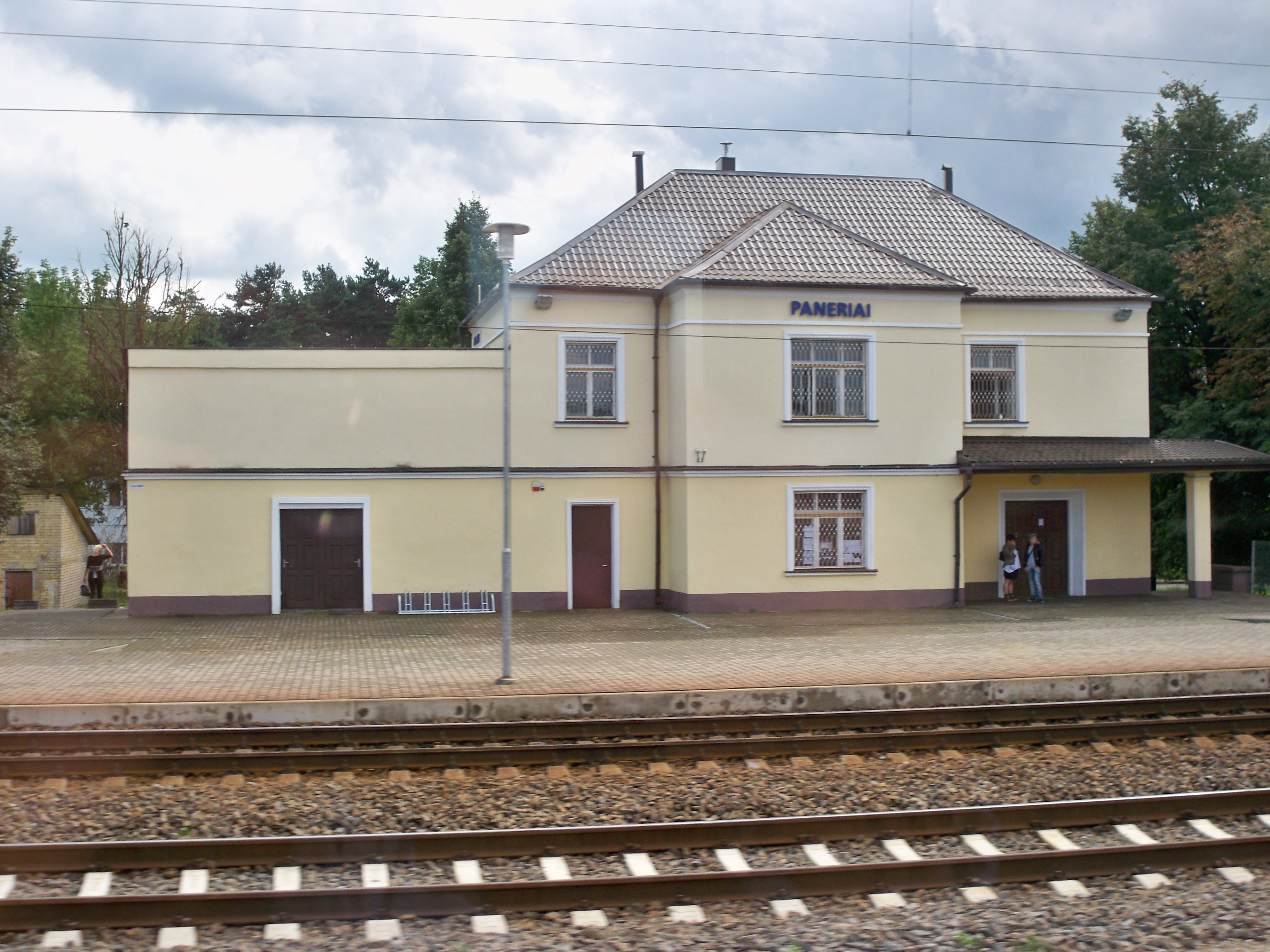
Bahnhofsgebäude (2010)

Aukštieji Paneriai (litauisch Ober-Paneriai, polnisch Ponary, jiddisch פּאָנאַר) ist ein südwestlicher Teil der litauischen Hauptstadt Vilnius, westlich des Eisenbahntunnels Paneriai. Er liegt in einem waldreichen Gebiet. In Paneriai gibt es den Bahnhof Paneriai, den Skulpturenpark Paneriai und die Gedenkstätte Paneriai.

## Geschichte
Paneriai war früher ein bekannter und beliebter Ausflugsort der Stadtbevölkerung und ein Ort für Sommeraufenthalte. Im Herbst 1941 wurde Paneriai zum Schauplatz von Massenexekutionen an baltischen Juden (Massaker von Ponary). Noch vor der Einrichtung des Ghettos von Vilnius wurden in Paneriai etwa 35.000 Juden aus Vilnius erschossen. Nach der ersten sowjetischen Besetzung Litauens 1940 waren bei Aukštieji Paneriai große Gruben zur Treibstofflagerung ausgehoben worden. Diese Gruben benutzten die deutschen Besatzer als Massengräber. 